# Gerard de Kruijff
Gerard de Kruijff (n. 27 ianuarie 1890, Buren, Gelderland, Țările de Jos – d. 16 octombrie 1968, Deventer⁠(d), Overijssel, Țările de Jos) a fost un sportiv ce a reprezentat Regatul Țărilor de Jos, medaliat olimpic. A participat la 2 ediții ale Jocurilor Olimpice (1924, 1928) în care a câștigat două medalii de aur și o medalie de argint.